# Talarn
Talarn est une commune de la comarque du Pallars Jussà dans la province de Lérida en Catalogne (Espagne).

## Géographie
Commune située dans une région montagneuse située au cœur des Pyrénées.

### Histoire
En 1812, sous l'occupation napoléonienne de la Catalogne, Talarn a été une des deux sous-préfectures (avec Solsona) du département français du Sègre, dont le chef-lieu était Puycerda.